# Lacerta viridis
Espèce
Synonymes
- Seps viridis Laurenti, 1768
- Lacerta viridis brandenburgiensis Hecht, 1930

Statut de conservation UICN

 LC  : Préoccupation mineure
Lacerta viridis est une espèce de sauriens de la famille des Lacertidae. Il ne faut pas le confondre avec le lézard à deux bandes (Lacerta bilineata) qui a longtemps été considéré comme une sous-espèce de Lacerta viridis mais vit plus à l'ouest de l'Europe.

## Répartition

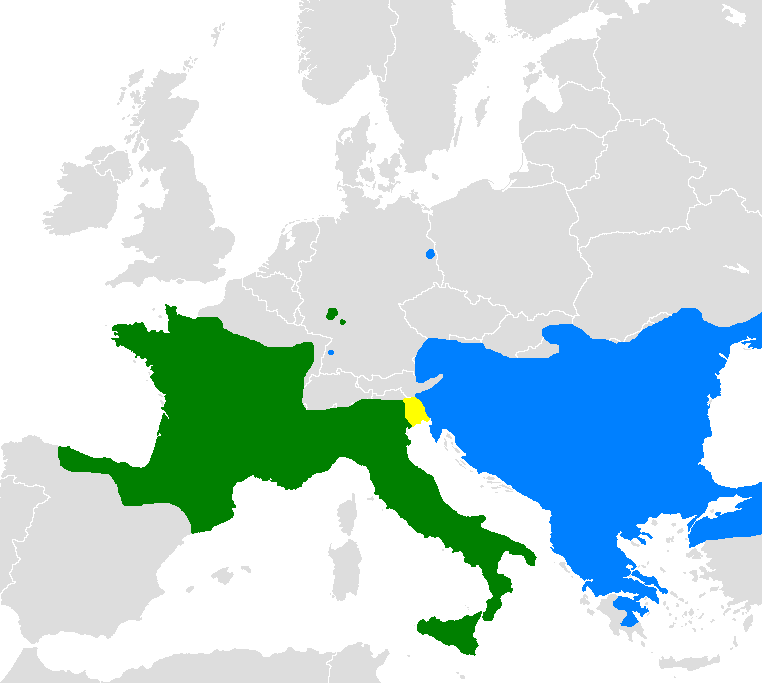
Distribution de Lacerta viridis (en bleu) et de Lacerta bilineata (en vert)

Cette espèce se rencontre en Allemagne, en Suisse, en Autriche, en Pologne, en Tchéquie, en Slovaquie, en Slovénie, en Croatie, en Bosnie-Herzégovine, au Monténégro, en Serbie, au Kosovo, en Albanie, en Macédoine, en Hongrie, en Ukraine, en Moldavie, en Roumanie, au Bulgarie, en Grèce, en Turquie et en France.

## Description

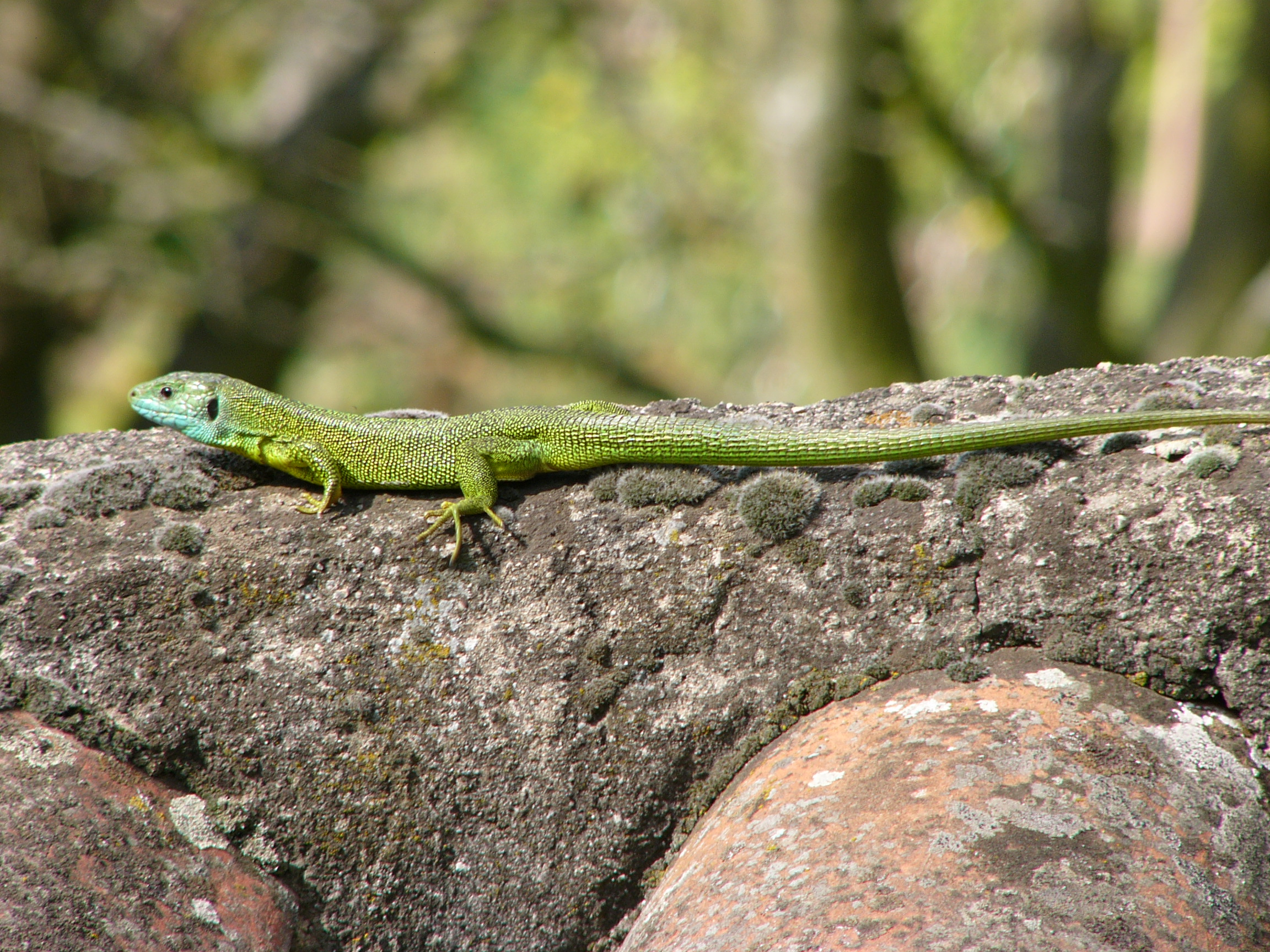
Lézard vert mâle

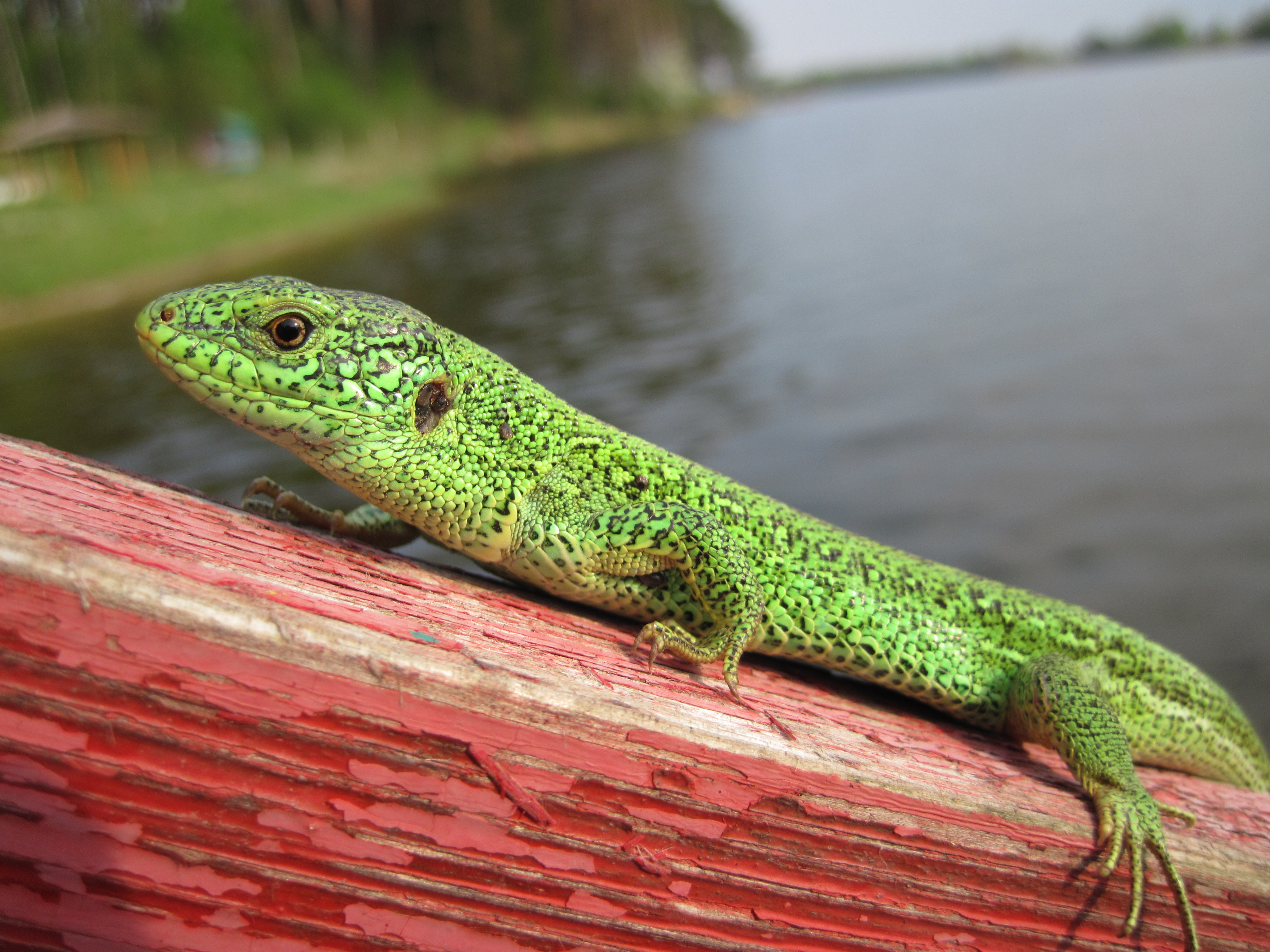
Lacerta viridis

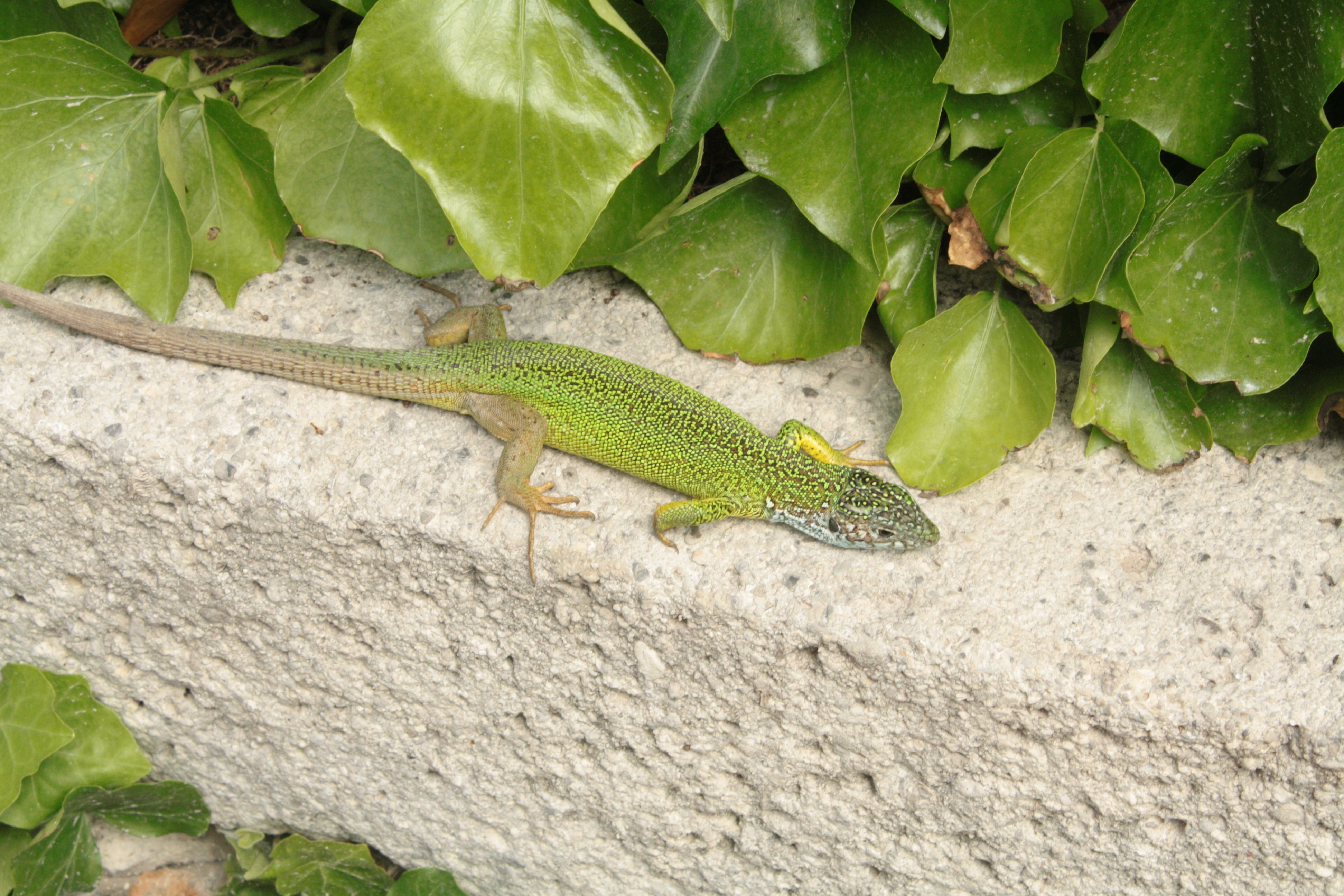
Lacerta viridis

Cette espèce mesure environ 30 cm de long.
Les mâles ont la tête plus grosse, une coloration verte uniforme avec de petites ponctuations plus foncées sur le dos. La gorge est bleutée chez les mâles adultes et chez une partie des femelles.  La forme générale est élancée. La queue peut être deux fois plus longue que le corps.
Lacerta viridis fréquente les milieux ouverts et ensoleillés où les rocailles alternent avec les buissons et les pelouses.

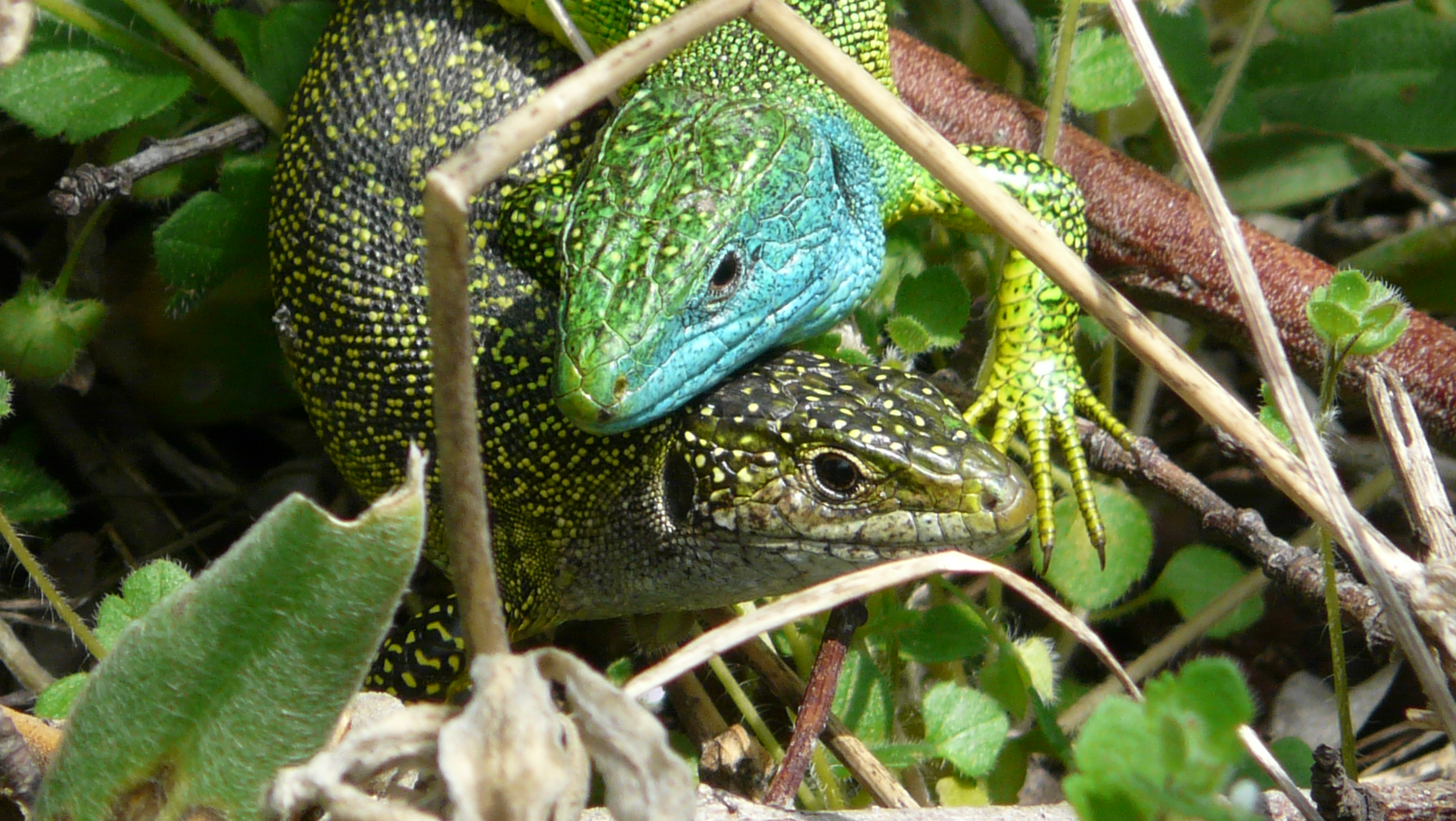

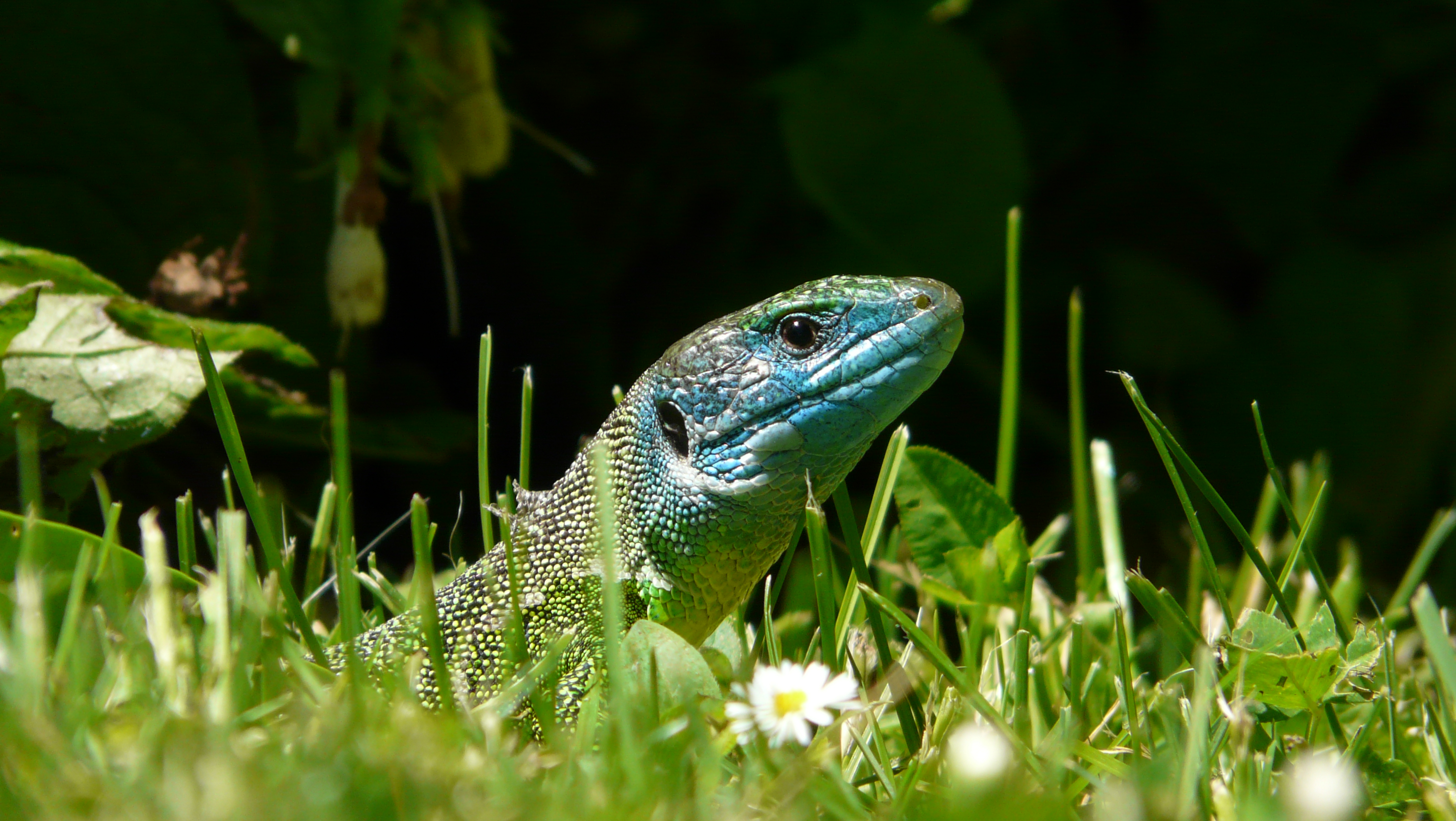
Lacerta viridis

Vorace, Lacerta viridis se nourrit essentiellement d'invertébrés, et occasionnellement de petits poissons et de jeunes rongeurs.

## Liste des sous-espèces
Selon The Reptile Database (26 janvier 2013) :
- Lacerta viridis guentherpetersi Rykena, Nettmann & Mayer, 2001
- Lacerta viridis infrapunctata Schmidtler, 1986
- Lacerta viridis meridionalis Cyrén, 1933
- Lacerta viridis paphlagonica Schmidtler, 1986
- Lacerta viridis viridis (Laurenti, 1768)

## Taxinomie
Lacerta bilineata a été considérée comme synonyme de Lacertus viridis jusqu'à Rykena qui en 1991 a levé cette synonymie. Elle est ensuite considérée comme une sous-espèce de Lacerta viridis, avant d'être rétablie comme espèce de plein rang par Amann et al. en 1997.

## Publications originales
- Cyrén, 1933 : Lacertiden der Sudostlichen Balkanhalbinsel. Mitteilungen des Königlichen Naturwissenschaftlichen Institut, Sofia, vol. 6, p. 219-240.
- Laurenti, 1768 : Specimen medicum, exhibens synopsin reptilium emendatam cum experimentis circa venena et antidota reptilium austriacorum, Vienna Joan Thomae, p. 1-217 (texte intégral).
- Rykena, Nettmann & Mayer, 2001 : Lacerta viridis guentherpetersi ssp. nov. eine neue Unterart der Smaragdeidechse aus Griechenland. Beiträge zur Naturgeschichte und zum Schutz der Smaragdeidechsen (Lacerta s. str.). Contributions to Mertensiella, vol. 13, p. 89-97 (texte intégral).
- Schmidtler, 1986 : Orientalische Smaragdeidechsen: 1. Zur Systematik und Verbreitung von Lacerta viridis in der Turkei (Sauria: Lacertidae). Salamandra, vol. 22, no 1, p. 29-46.